# Sliper
Järnvägssliper, eller syll, är en balk som dels fördelar järnvägsspårets last över banvallen och dels, tillsammans med rälsbefästning och räler, bildar en styv "spårpanel" som säkerställer spårvidden och hindrar en solkurva. Det gäller även tunnelbanor och spårvägar. Ordet är lånat från det engelska  sleeper som betyder  sovare.

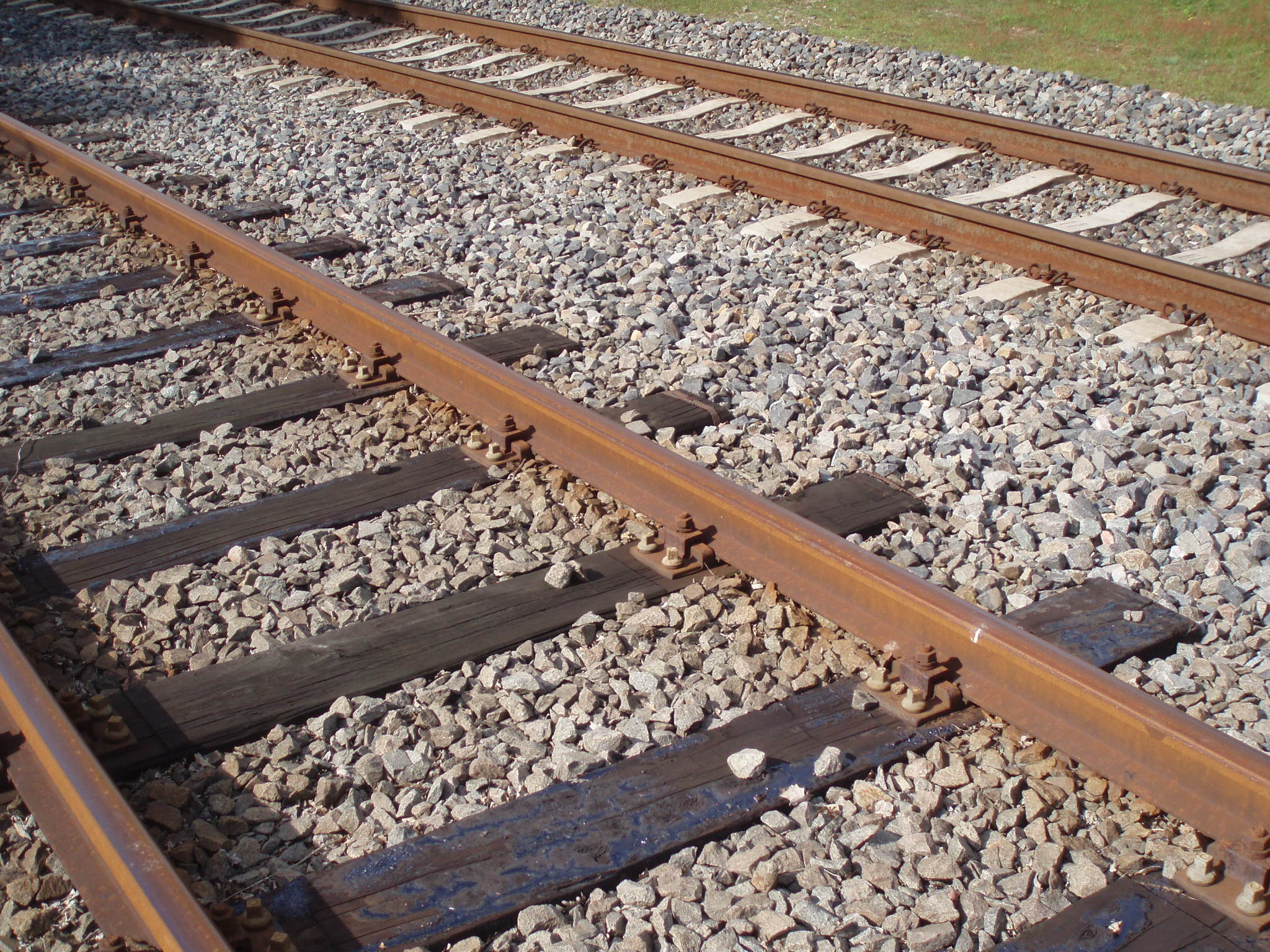
Trä- och betongsliprar

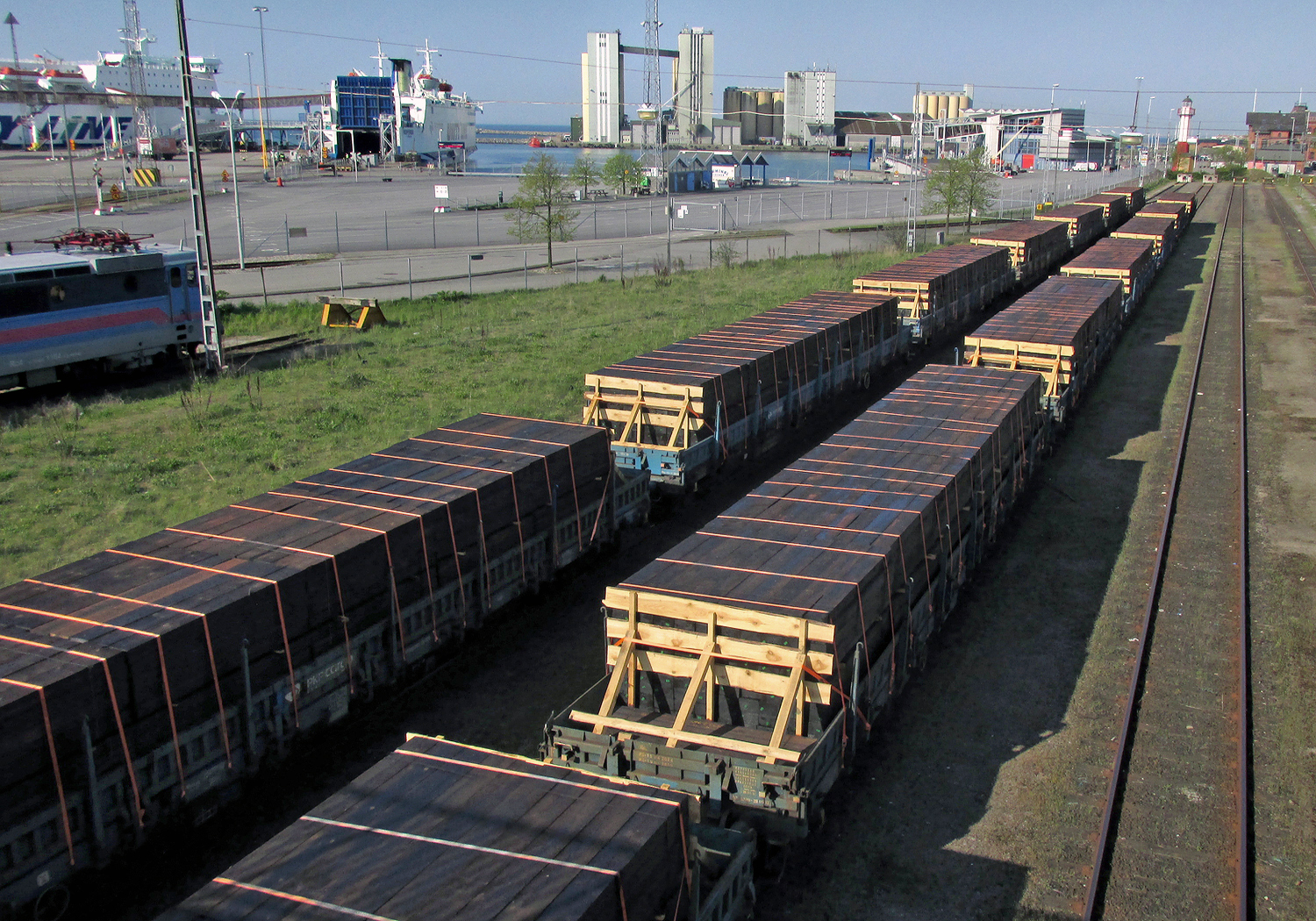
Vagnslaster med nya sliprar på Ystads rangerbangård 10 maj 2016.

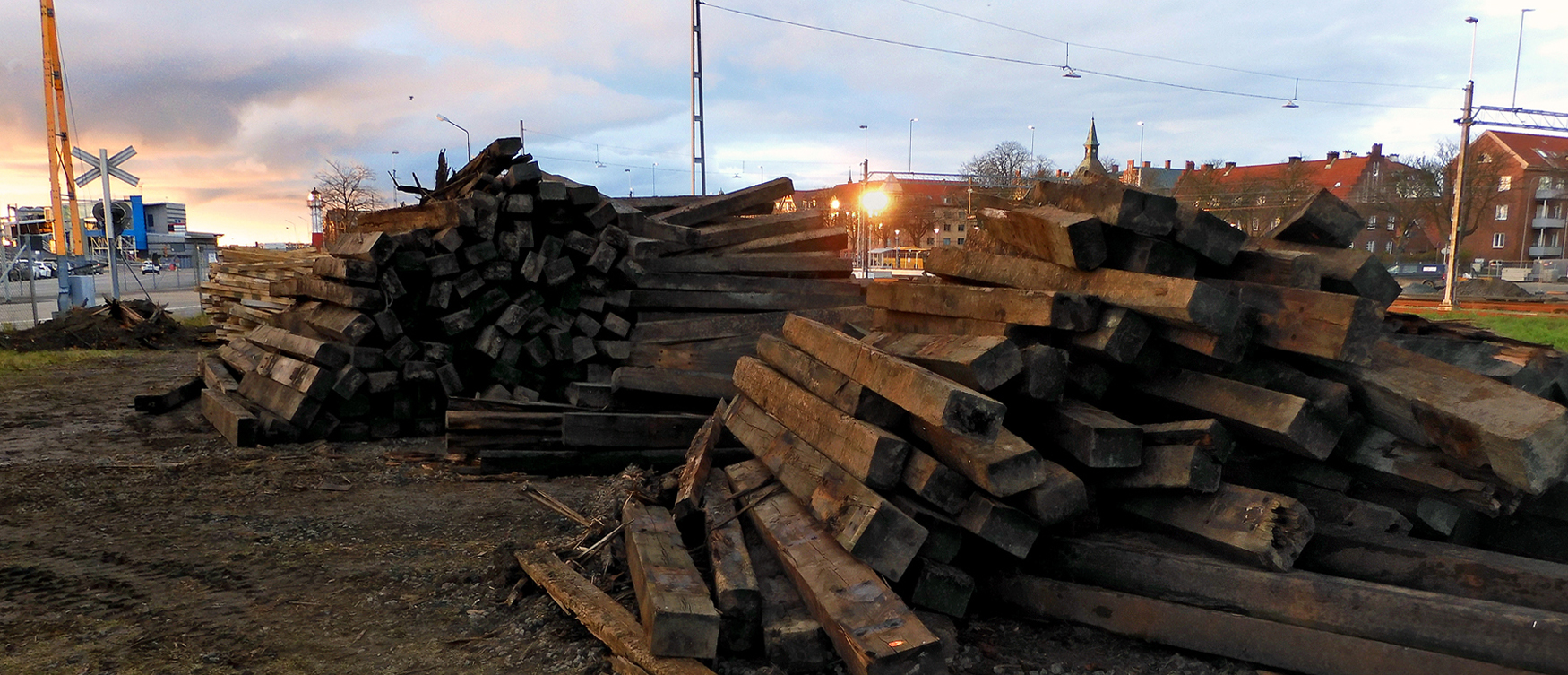
Gamla upptagna träsliprar.

Hos vissa broar och tunnlar eliminerar man ibland sliprar och ballast genom att gjuta in befästningarna direkt i brobanorna eller tunnelgolvet.

## Typer

### Träsliprar
Den tidigaste typen av sliprar var gjorda av trä, helst av hårt trä (främst ek eller bok). Furu (mjukt) används främst på sidolinjer, impregnerat med kreosot (dock cancerframkallande och förstör grundvattnet). Ek och bok är betydligt mer hållbart än furu, men dyrare. Träsliprar ger god dämpning av vibrationer och ljud. Träsliprar används fortfarande vid Sveriges mest trafikerade sträcka - "getingmidjan" i Stockholm av bullerskäl. Trä används även på stålbroar, utan ballast, där träslipern är lätt att förankra i stålbalkarna med gängade stålstänger. Vanliga dimensioner på träslipers i Sverige för normalspår har varit 150x220x2700 mm och 160x220x2700 mm. En del järnvägar använde kortare slipers 2400-2500mm. Dessutom förekom broslipers och växelslipers som hade andra dimensioner.

### Betongsliprar
En betongsliper väger cirka 250 kg  och gjuts in stålformar i upp-och-nedvänt läge med flera sliprar i följd. Armeringen består av förspänd armering (knippe stållinor). Fästen för rälsbefästningen är ingjutna i slipern. Kraven på betongens kvalitet är höga (tidigare svenska sliprar fick allvarliga sprickor). 
Betongsliprar används numera vid i princip all om- och nybyggnad i Sverige. Fram till 2008 använde dåvarande Banverket sliprar som klarade axeltrycket (STAX) 25 ton (typ A13). Efter 2008 lanserades en ny standard (A22), som klarar 35 ton axellast. 
Från 2009 användes sliprar med förmonterade befästningar (se rälsbefästning). Betongsliprar patenterades redan 1880, men började användas först under 1920-talet i Italien och Österrike.
En variant är "längsgående" betongsliprar, det vill säga en ändlös "balk" som ligger under rälen. Dessa används dock lite i Sverige. Betongsliprar väger omkring 260 kg/st, vilket omöjliggör manuell hantering.

#### Typer av betongsliper i Sverige
I Sverige (Banverket) användes tidigare följande betongsliprar: 
| Beteckning | Typ                | Befästning                 | Vikt [kg/st] | Längd [cm] | Max bredd [mm] | Övrigt |
| ---------- | ------------------ | -------------------------- | ------------ | ---------- | -------------- | --- |
| 101        | Tvåblocks, stålrör | Fist                       | 190          | 230        | 318            | provsträcka 1952 |
| S2         | Monoblock          | (mest Fist)                | xxx          | 230        | 320            | prov 1960-talet, 1970 reguljärt, 310 kN spännkraft armering, likartad typ LS                                                      |
| LS         | Monoblock          | (mest Fist)                | xxx          | 230        | 320            | prov 1960-talet, 1970 reguljärt, 360 kN spännkraft armering, likartad typ S2                                                      |
| S3         | Monoblock          | Pandrol, alternativt Hambo | 250          | 250        | 320            | ersatte S2 och LS från 1977, 280 kN spännkraft armering, likartad typ B10                                                         |
| B10        | Monoblock          | Hambo                      | 250          | 250        | 320            | ersatte S2 och LS från 1977, 300 kN spännkraft armering, likartad typ S3, allvarlig utmattningsproblematik i ingjuten spännfjäder |

#### Betongsliprar i Japan och Tyskland
Vid japanska och tyska förvaltningar används följande betongsliprar för höghastighetstrafik: 
| Beteckning | Typ       | Befästning     | Vikt [kg/st] | Längd [cm] | Max bredd [mm] | Övrigt                   |
| ---------- | --------- | -------------- | ------------ | ---------- | -------------- | ------------------------ |
| 3T och 4T  | Monoblock | 102            | 260          | 240        | 283            | Shinkansen, sth 210 km/h |
| 3H och 4H  | Monoblock | 102 high speed | 325          | 240        | 310            | Shinkansen, sth 260 km/h |
| B70 W      | Monoblock | W              | 260          | 260        | 300            | Stambanor Tyskland       |

### Andra typer
Distansjärn används endast för gatuspår och förankras ungefär i mitten av rälens mittliv i genomgående hål (ofta rör med invändig gängad stång). Därefter återfylls mellanrummet med makadam eller betong.
Plastsliprar tillverkas av återvunnen plast. De dämpar vibrationer och ljud lika bra som trä. Används på senare år, dock ej i Sverige.
Stålsliprar har använts relativt flitigt utomlands. I Sverige har dessa endast använts vid så kallade Decauvillespår för 600 mm spårvidd. På senare år har en stålsliper för att tillfälligt ersätta enstaka trasiga sliprar tagits fram och använts av Banverket.

## För- och nackdelar, olika typer av spår
(Betongplatte- och gatuspår är egentligen inte sliper-spår, men tas ändå med som info)
| Typ                               | Fördelar                                                                                      | Nackdelar | Lämpligt för                                       |
| --------------------------------- | --------------------------------------------------------------------------------------------- | --- | -------------------------------------------------- |
| Furusliper                        | Billigt material                                                                              | Mjukt material | Sidospår                                           |
|                                   | Material lätt att få tag i                                                                    | Cancerframkallande impregnering |                                                    |
|                                   | Kan hanteras manuellt (80 kg/st)                                                              | Ruttnar |                                                    |
|                                   | Fjädrande                                                                                     | Kan antändas (vid gnistor från broms) |                                                    |
|                                   | Klarar urspårning bra                                                                         | |                                                    |
| Bok-/ek-sliper                    | Hårt material (slitage-tåligt)                                                                | Dyrt | Huvudspår (endast vid utbyte)                      |
|                                   | Kan hanteras manuellt (80 kg/st)                                                              | Svårt att få tag på |                                                    |
|                                   | Fjädrande                                                                                     | Cancerframkallande impregnering |                                                    |
|                                   | Klarar urspårning                                                                             | Kan antändas (vid gnistor) |                                                    |
|                                   |                                                                                               | Kan slå sig (mindre spårvidd) |                                                    |
| Tvärgående monoblock betongsliper | Billigt                                                                                       | Kan ej hanteras manuellt (270 kg/st) | Huvudspår                                          |
|                                   | Tungt (ligger stabilt)                                                                        | |                                                    |
|                                   |                                                                                               | Klarar ej urspårning (klyvs) |                                                    |
| Tvärgående tvåblock betongsliper  | Något lättare än monoblock                                                                    | Spricker | (endast vid utbyte)                                |
|                                   |                                                                                               | Kan ej hanteras manuellt |                                                    |
| Längsgående "betongsula"          | Stor anliggningsyta ⇒ mindre ballastkrossning                                                 | Tidsödande att anlägga | (Används ej i Sverige)                             |
| Stålsliper                        | Kan hanteras manuellt (80 kg/st)                                                              | Hög bullernivå | (ovanlig i Sverige)                                |
|                                   | Återvinningsbart                                                                              | Oklart hur klarar urspårning |                                                    |
|                                   | Fjädrande                                                                                     | Riskerar att bucklas |                                                    |
| Ballastfritt spår                 | Extremt stabilt spårläge                                                                      | Svårt att byta | Betongbroar, tunnlar och på höghastighetsjärnvägar |
|                                   | Ingen risk för solkurvor                                                                      | Hög bullernivå (resonans) |                                                    |
|                                   | Ingen ballast                                                                                 | Klarar ej urspårning |                                                    |
|                                   | Lägre underhållskostnad än ett ballastspår                                                    | Tar lite längre att bygga i förhållande till traditionellt ballastspår |                                                    |
|                                   | Längre livslängd än ett ballastspår, livslängd på cirka 60 år mot cirka 30 år för ballastspår | Har högre investeringskostnad är att bygga ballastspår i terräng, blir dock oftast en lägre total investeringskostnad för tunnlar och broar med ballastfritt spår tack vare bland annat minskad konstruktionshöjd och lägre vikt. |                                                    |
| (Gatuspår)                        | Inga nivåskillnader gata/spår                                                                 | Svårt att underhålla | Vid gator                                          |
|                                   | Smälter in i gammal stadsmiljö                                                                | Svårt att inspektera |                                                    |
|                                   |                                                                                               | Sprickbildning vägbeläggning |                                                    |
|                                   |                                                                                               | Risk att cyklar fastnar i spåret |                                                    |
| (Spårvagnsspår gata)              | Inga nivåskillnader gata/spår                                                                 | Klarar ej vanliga järnvägshjul | Spårvägar på gata                                  |
|                                   | Smälter in i gammal stadsmiljö                                                                | Sprickbildning vägbeläggning |                                                    |
|                                   |                                                                                               | Svårt att underhålla |                                                    |

## Montering av sliprar

### Generellt
Slipern bäddas in i banöverbyggnadens ballast som vanligen är makadam men tidigare var sand/grus. Vid nybyggnation används avståndet 600 mm. För äldre anläggningar varierar avståndet från 650 mm till 800 mm.
Det finns tre grundtyper av arbetsprojekt där montering ingår: 
- sliperbyte (enstaka sliprar)
- spårbyte (ett gammalt spår ersätts med ett nytt)
- nytt spår

### Sliperbyte
När en träsliper börjar bli sliten (sprickor hos betongsliprar) måste den bytas. I princip skall inte rälsöverkantens yta vare sig sänkas eller höjas efter arbetet, vilket är en utmaning.
Den säkraste och effektivaste metoden för sliperbyte är att spåret stängs av för all trafik under arbetspasset. Detta är dock sällan populärt hos operatörerna. Om hastigheten sätts ned kan dock, vid speciella fall (mindre tågintensitet) sliperbyte ske manuellt under pågående trafik. Träsliprar kan grävas fram från sidan, lirkas ut och en ny kan skjutas in och sättas fast. Vid betongsliprar krävs dock en spårgående maskin (traktorgrävare). Sliperbyten sker med ett arbetslag bestående av en maskin (med höjdbegränsning och andra säkerhetskrav), tillsyningsman (tsm) och rallare. 
Se sliperbyte med traktorgrävare vid Kvicksund. Observera de rälsbefästningar (Fast clips) som blev standard 2008 i Sverige: Youtube (3 min)  Se även stoppning av ballasten: (Youtube 1 min): 
I tunnlar kan det vara svårt att dra ut en sliper i sidled (3,50 m utrymme spårmitt- tunnelvägg, sliperlängd varierar, cirka 2,40 m). I tunnelbanan, som har ännu smalare tunnlar, krävs att flera sliprar byts i varje operation (sliprar plockas upp mellan rälerna).

### Spårbyte
Vid spårbyte har arbetslaget normalt bara några timmar på sig. Sedan 1960-talet har den österrikiska maskintillverkaren Plasser & Theurer presenterat en rad dieseldrivna spårbyteståg, som väger flera hundra ton. Den första generationen byggde på en kombination av tåg och väghyvlar ("vägskrapor"). Senare versioner arbetade "likt två mot varandra liggande blixtlås" (=spår), där en avjämningsplog (dieseldriven, hjulburen väghyvel) jämnar ut ballasten emellan. Tågtrafiken måste dock efter spårbytet gå med reducerad hastighet i flera dygn tills spåret slutriktats (= baxats i sidled och stoppats i höjdled, ibland i flera omgångar) samt "satt sig" (= ett visst antal axelton). Processen kan dock kortas om så kallad dynamisk spårstabilisator används, i praktiken vibrerande hjulaxlar som får det nyriktade spåret att sätta sig snabbare.
Innan spårbyte påbörjas är det viktigt att ballastprofilen är jämn på bägge sidorna av spåret. Sedan körs ett arbetståg ut, som lägger ut räler på bägge sidorna av spåret. Nästa pass körs ett spårbyteståg samt mindre arbetsmaskiner ut. Först genomförs följande moment manuellt: 
- rälsen kapas och förses med nödskarvförband
- rälsbefästningarna slås bort och samlas upp

Spårbyteståget genomför följande moment: 
- lyfter av de gamla rälerna och föser dem åt sidan
- plockar upp de gamla sliprarna
- hyvlar ballasten (-5 cm underkant sliperläge)
- lägger ut nya slipers på ballastbädd
- lägger på nya räler (som redan ligger vid sidan av spåret)
- lägger på de nya rälerna

Manuellt genomförs följande moment: 
- rälerna befästs

Det nya spåret ligger nu på plats och är körbart med tåg, dock i låg fart. 
Nästa moment är att ett ballasttåg tippar ballast, flödigt, i spåret. Spåret plogas. Ytterligare ett pass senare riktar en spårriktmaskin spåret i höjd- och sidled. 
Teoretiskt kan 360 m spår bytas per timme, dock under ideala omständigheter (långa pass, fungerande utrustning, samkört arbetslag, ingen snö etc).

### Nytt spår
Två huvudtyper finns: 
- Spannbygge

Räler och sliprar sammanfogas i förväg i uppemot 40 meter långa spann och lastas på flakvagnar. Ballast jämnas ut i förväg med vägskrapa, upp till -5 cm underkant (med hjälp av laser) sliper. Spårspannen fraktas ut och lyfts på plats med dieseldriven, spårgående portalkran. I Sibirien har kapaciteter uppemot 720 m spår/h uppnåtts. 
- Kontinuerligt spårbygge

- En bulldozer drar i förväg ut nya räler i flera hundra meter långa strängar
- Successiv utläggning av sliprar, därefter påläggning räler och ballast

Sedan kör en larvbandsburen/spårburen maskin fram och lägger ut sliprar med exakt c-avstånd, varefter rälssträngarna läggs ovanpå. Därefter fastsättning rälsbefästningar, utläggning makadam och första grovstoppning med spårriktmaskin. Vid rätt temperatur svetsas rälerna samman (manuellt eller semiautomatiskt) och därefter en eller flera spårriktningar (= bax i sidled och stoppning i höjdled, gärna kombinerat med trafik och spårstabilisator (= "starkt vibrerande järnvägsfordon", dock omdiskuterat om dess effektivitet)).

## Betongplattespår i Japan
I Japan används till stor del så kallade betongplattespår vid höghastighetstrafik. Sådana spår saknar sliprar och har istället hela betongplattor (mycket bättre spårläge). För Shinkansen-banorna används följande typer av betongplattespår (1984):
- RC A-55 (utomhus, varma områden)
- PRC A-55 (utomhus, minusgrader-områden)
- RC A-51 (tunnlar, raksträcka)
- RC A-55 (tunnlar, kurvor)
- PC A-55 (underhavstunnlar)

Vid byggandet av betongplattespår av typen PC A-55 i undervattenstunnlar (Seikan- tunneln, kombinerad 1 435 och 1 067 mm spårvidd) byggs dessa på följande vis:
- Tunnelbotten görs plan 745 mm under blivande rälsöverkant ("rök")
- En cirka 2,5 meter bred och 25 cm tjock betongplatta (fundament) gjuts på tunnelbotten (överkant platta -495 mm rälsöverkant)
- På ett centrumavstånd av 5 000 mm i spårmitt monteras vertikala, cirkulära betongtappar (440 mm diameter, höjd 270 mm) ovanpå betongplattan (överkant betongtapp = -225 mm rälsöverkant)
- Betongelement ("Track slab")* med dimensionen L x B x t = 495 x 2340 x 23 cm läggs på "fundament-betongplattan", med överkant element i samma nivå som överkant tapp (= cirka -225 mm rök, passmån). Elementet fixeras i längsled med 400- tapparna och finjusteras i höjdled (max 5 cm injekterat murbruk under elementet) med injekterat murbruk mellan betongelement och betongplatta
- Rälsbefästningar och räler (60 kg/m) monteras på ovanyta betongelement, -(total bygghöjd ök betongplatta - rök = 215 mm)

## Bildgalleri

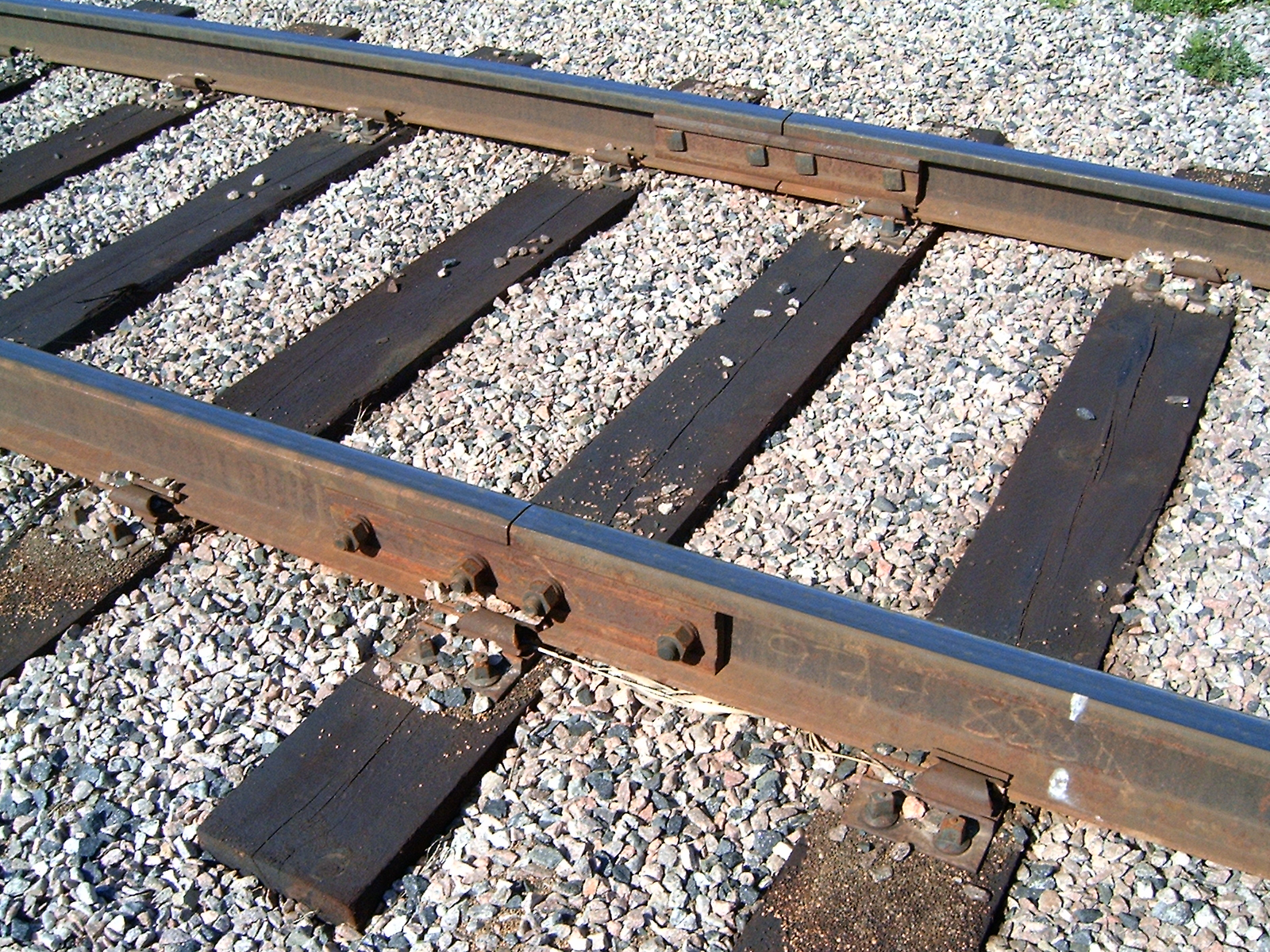
Träsliper med Heyback-infästning, utanpåliggande skarvning på rälen samt fin makadam. Heyback-infästning kan även med fördel läggas in på huvudlinjer, fast då utan skarv (istället helsvetsat) och med grov makadam.
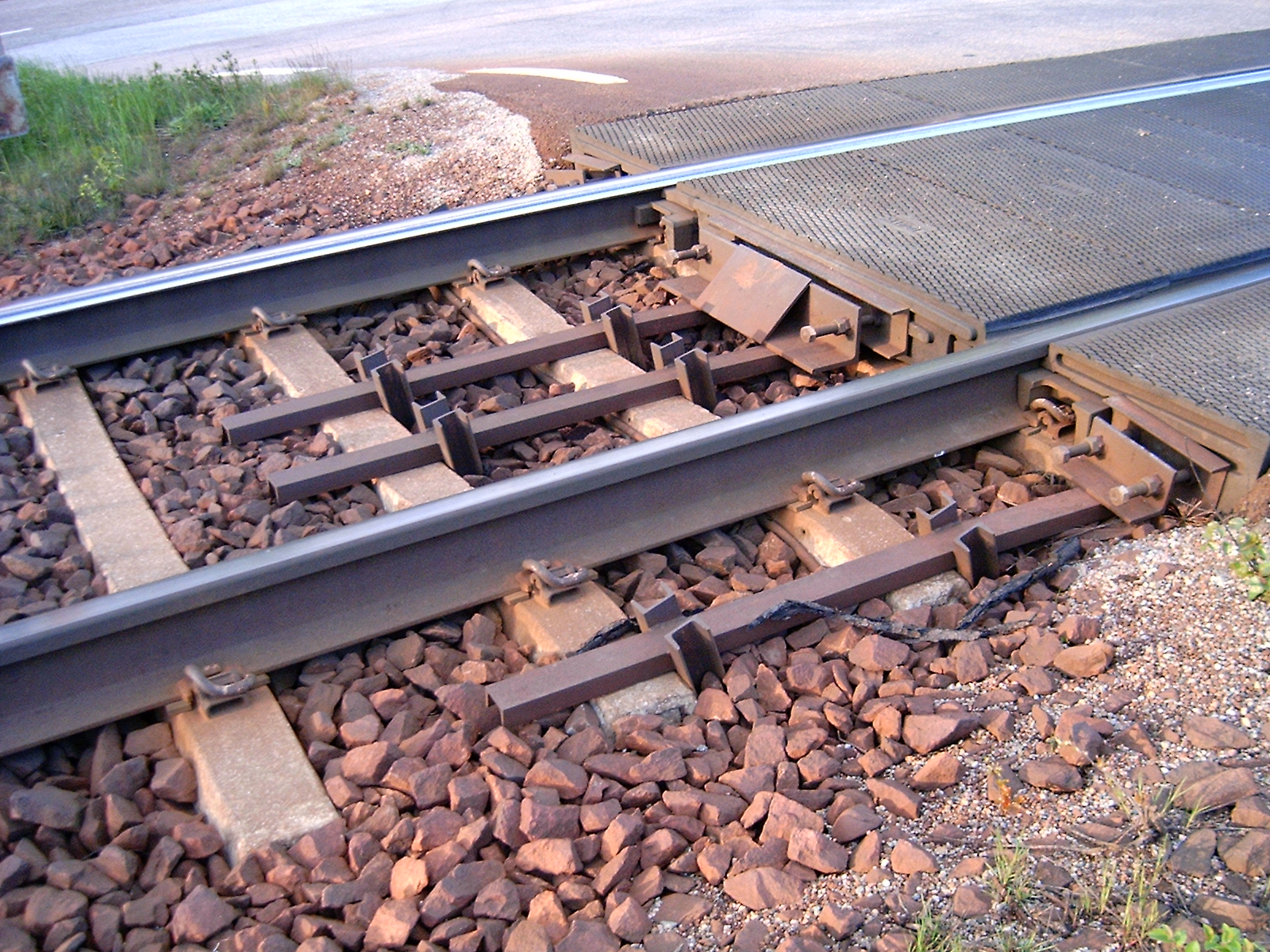
Plankorsning mellan bilväg och järnväg. Syllarna är av betong och har pandrolfäste.
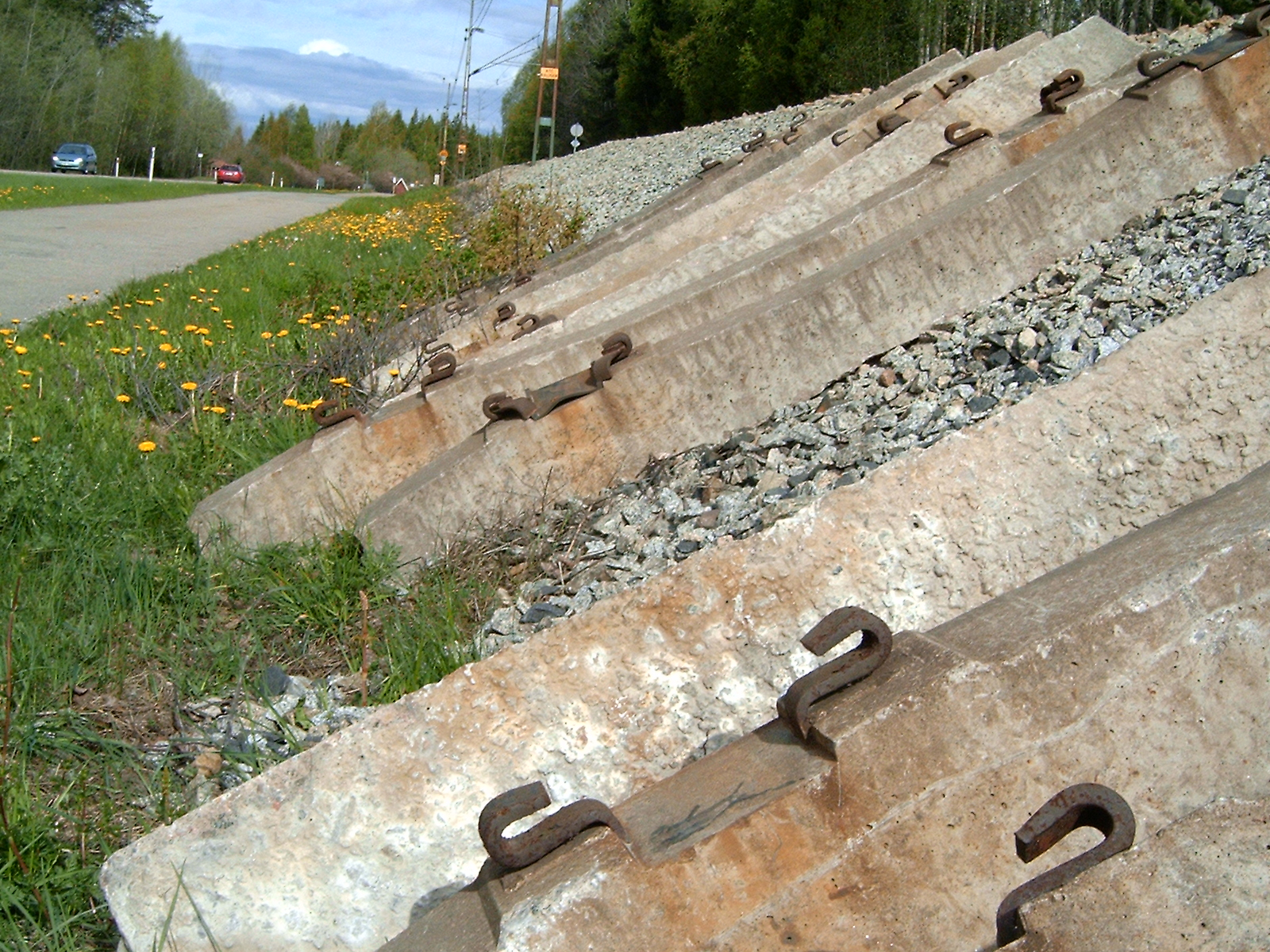
En trave gamla betongsliprar av typen B10. Befästningen är av typen Hambo, som efter en tid visade sig bli utmattad och gå av. Många mil helsvetsat betongspår fick bytas efter bara några år. Hambo utvecklades av SJ och ett företag som tillverkade fjädrar. Typen är sedan många år "bannlyst".
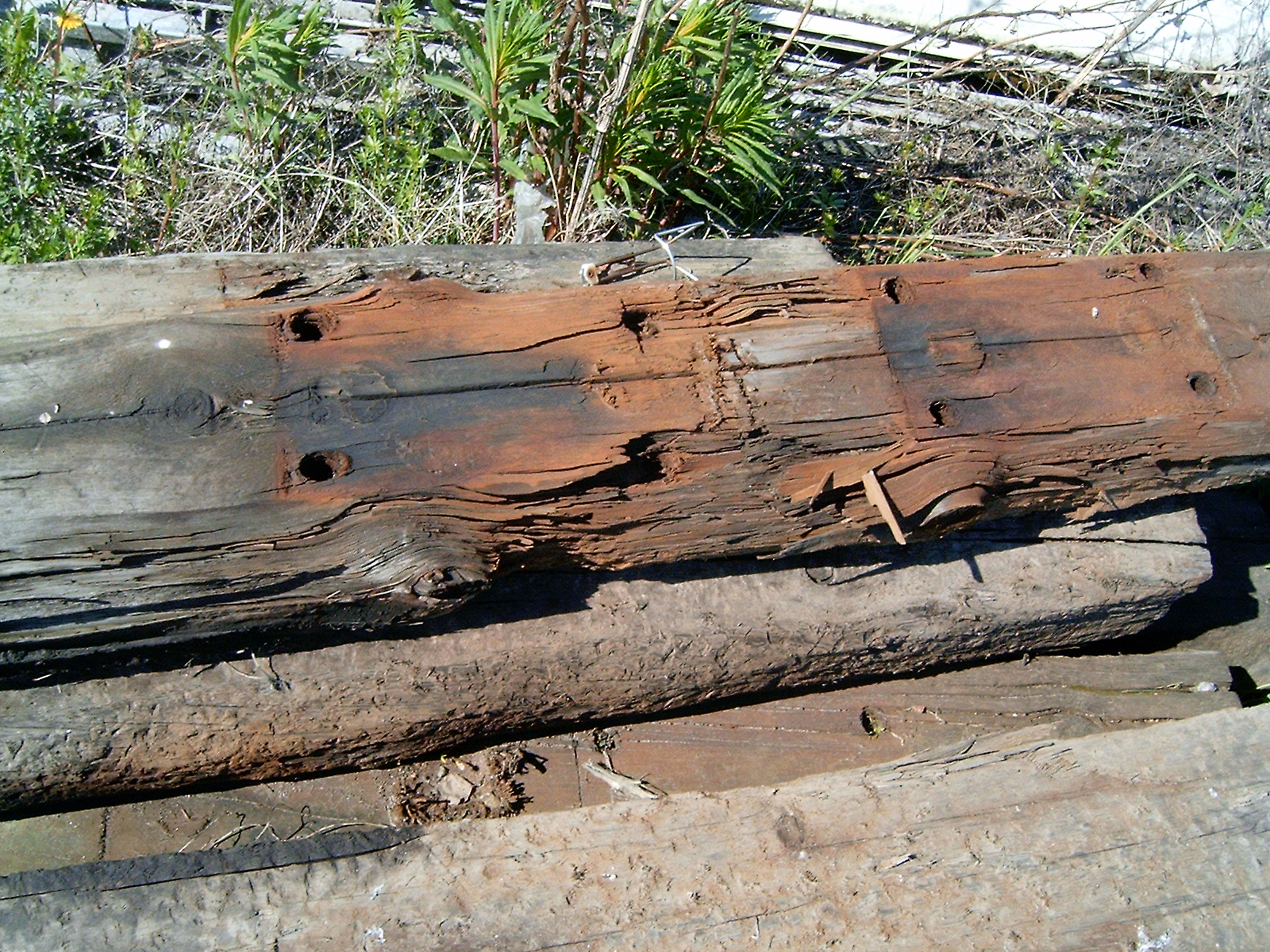
Närbild av en gammal träsliper.
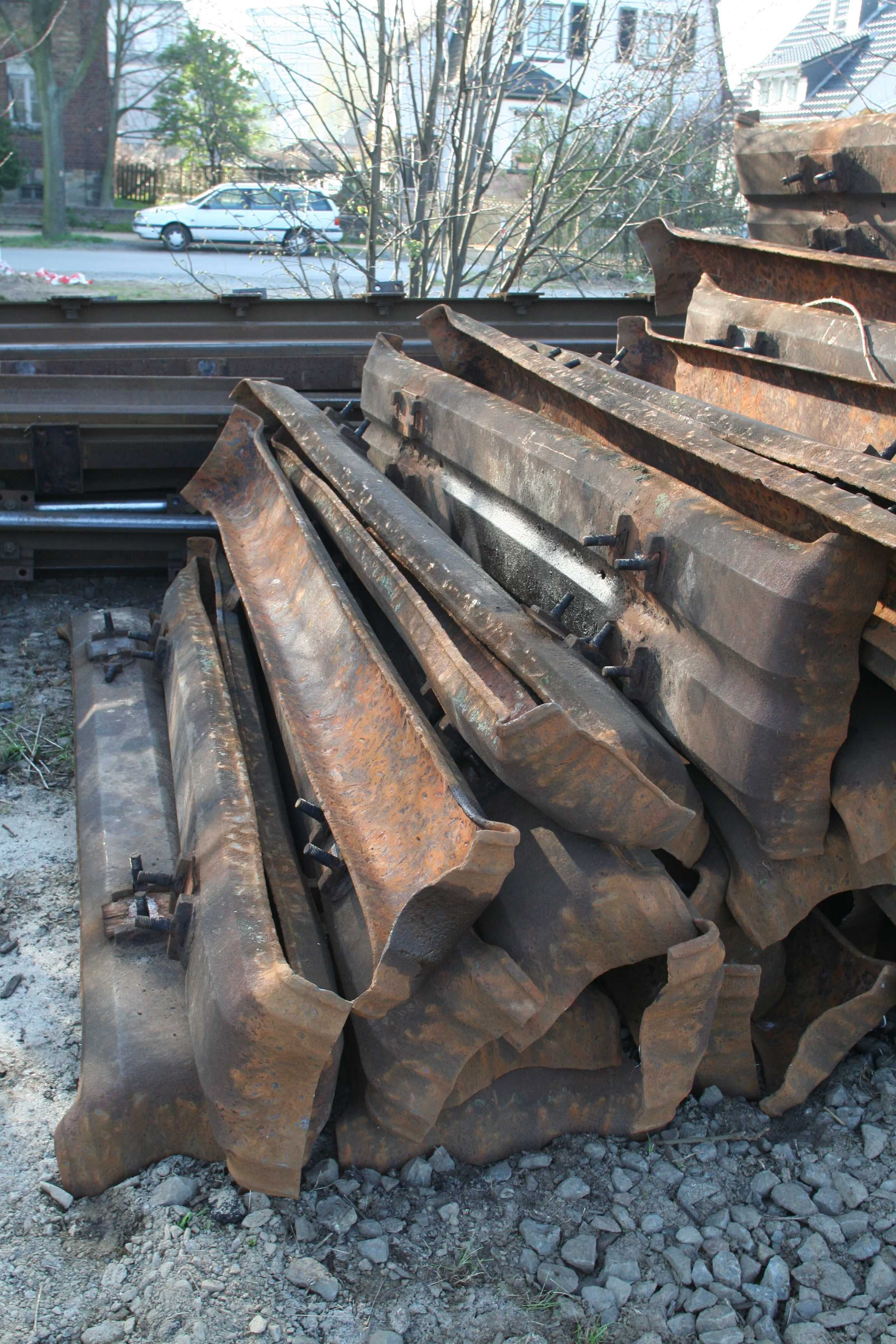
En hög med begagnade stålsliprar.